# Common Weakness Enumeration
Common Weakness Enumeration (CWE, «Enumeración de Debilidades Comunes») es un sistema de categorías para las debilidades y vulnerabilidades del software. Se sustenta en un proyecto comunitario con el objetivo de comprender las fallas en el software y crear herramientas automatizadas que se puedan utilizar para identificar, corregir y prevenir esas fallas. El proyecto está patrocinado por National Cybersecurity FFRDC, que es operado por The MITRE Corporation, con el apoyo de US-CERT y la División Nacional de Seguridad Cibernética del Departamento de Seguridad Nacional de Estados Unidos.
La versión 3.2 del estándar CWE se lanzó en enero de 2019.
CWE tiene más de 600 categorías, incluidas clases para buffer overflows, path/directory tree traversal errors, condiciones de carrera, cross-site scripting, hard-coded passwords y generación insegura de números aleatorios.

## Ejemplos
- La categoría 121 de CWE es para stack-based buffer overflows.[5]

## Compatibilidad con CWE
El programa de compatibilidad Common Weakness Enumeration (CWE) permite que un servicio o un producto sea revisado y registrado oficialmente como "CWE-compatible" y "CWE-Effective". El programa ayuda a las organizaciones a seleccionar las herramientas de software adecuadas y a conocer las posibles debilidades y su posible impacto. 
Para obtener el estado Compatible con CWE, un producto o servicio debe cumplir con 4 de los 6 requisitos, que se muestran a continuación: 
| CWE Searchable    | Los usuarios pueden buscar elementos de seguridad utilizando identificadores CWE                                                                                         |
| CWE Output        | Los elementos de seguridad presentados a los usuarios incluyen, o permiten a los usuarios obtener, identificadores CWE asociados.                                        |
| Mapping Accuracy  | Los elementos de seguridad se vinculan con precisión a los identificadores CWE apropiados                                                                                |
| CWE Documentation | La documentación de la capacidad describe CWE, la compatibilidad de CWE y cómo se utiliza la funcionalidad relacionada con CWE en la capacidad.                          |
| CWE Coverage      | Para CWE-Compatibility y CWE-Effectiveness, la documentación de la capacidad enumera explícitamente los CWE-ID sobre los que la capacidad tiene cobertura y efectividad. |
| CWE Test Results  | Para CWE-Effectiveness, los resultados de las pruebas de la capacidad muestran los resultados de la evaluación del software para los CWE publicados el sitio web de CWE  |

Hay 56 organizaciones a septiembre de 2019 que desarrollan y mantienen productos y servicios que alcanzaron el estado CWE-Compatible.

## Investigación, críticas y nuevos desarrollos
Algunos investigadores piensan que las ambigüedades en CWE se pueden evitar o reducir.